# كويديس
كويديس (بالإسبانية: Estado Cojedes)‏ هي ولاية في فنزويلا، تتبع فنزويلا، بلغ عدد سكانها 291٬234 نسمة، في 2005، عاصمتها سان كارلوس، سان ماتيو، كاليفورنيا، تبلغ مساحتها 1٬480 كيلومتر مربع.

## الموقع
تشترك في الحدود مع:
- ولاية بورتوغيزا
- كارابوبو
- غواريكو
- ياراكوي
- لارا
- ولاية باريناس.

## أعلام
- فيكتور مورينو
- خواكين كريسبو